# ارغنداب (شهر)
شهر کوچک اَرغَنداب مرکز ولسوالی ارغنداب در ولایت قندهار افغانستان است.
ارغنداب در شمال غرب شهر قندهار واقع است و یکی از مناطق مهم و استراتژیک ولایت قندهار به‌شمار می‌رود.
پیش از این کاوش‌های مقدماتی باستان‌شناسی که در حوزه‌های هیرمند و ارغنداب از طرف هیئت‌های فرانسوی بعمل آمده‌است که طی آن در پیرامون ارغنداب تپه‌ای کشف شد به نام مندیگک که از کوه شاه‌مقصود چندان دوری ندارد. «موسیو کزال» باستان‌شناس فرانسوی در اینجا حفریاتی نمود و در نتیجه در ارتفاع تپهٔ مذکور که از روی جلگه ۳۰ متر بلندی داشت، ۱۳ طبقه آبادی پیدا شد که در طول زمان از ۵ هزار سال تا ۳ هزار سال پیش از امروز را در برمی‌گیرد.